# Maurizio Zonzini
Maurizio Zonzini (* 20. März 1962) ist ein ehemaliger san-marinesischer Turner.

## Leben
Maurizio Zonzini nahm als erster und bisher einziger Turner aus San Marino an Olympischen Spielen teil. Bei den Olympischen Sommerspielen 1984 in Los Angeles startete er in allen Disziplinen. Sein bestes Resultat erzielte er mit Platz 34 im Wettkampf am Pauschenpferd. Zudem war er Liste der Fahnenträger der san-marinesischen Mannschaft bei der Eröffnungsfeier.